# Emplesiogonus
Emplesiogonus Simon, 1903 è un genere di ragni appartenente alla famiglia Thomisidae.

## Distribuzione
Le due specie note di questo genere sono diffuse in Madagascar

## Tassonomia
Non sono stati esaminati esemplari di questo genere dal 1903.
A giugno 2014, si compone di due specie:
- Emplesiogonus scutulatus Simon, 1903b — Madagascar
- Emplesiogonus striatus Simon, 1903l[2] — Madagascar